# Schwarzer Seehecht
Der Schwarze Seehecht (Dissostichus eleginoides) ist ein Vertreter der Antarktisdorsche (Nototheniidae) und gehört somit zu den Barschartigen (Perciformes), ist also mit den Seehechten nicht verwandt. Er wird maximal zwei Meter lang und lebt vor allem in den Gewässern rund um die Antarktis, vor den Küsten Chiles und Patagoniens sowie der Falklandinseln in Tiefen von 300 bis über 1000 Metern.

## Merkmale
Der Schwarze Seehecht erreicht eine durchschnittliche Länge von etwa 70 Zentimetern, die maximal gemessene Länge liegt bei etwa 215 Zentimeter. Dabei beträgt das maximale Gewicht 9,6 Kilogramm. Er ist damit eine der größten Arten der Antarktisdorsche. Es handelt sich um einen langgestreckten Meeresfisch mit einer Höhe, die etwa 16 bis 20 % der Standardlänge des Fisches beträgt. Der Kopf ist abgeflacht und länglich, seine Länge beträgt etwa ein Drittel der Standardlänge. Die Färbung ist braungrau, mit einer mehr oder weniger deutlichen dunkleren Zeichnung.
Die oberflächlichen Sinneskanäle des Kopfes sind verlängert. Das Auge hat eine Länge, die einem Sechstel bis einem Fünftel der Kopflänge entspricht. Der Mund ist groß, der Oberkiefer reicht nach hinten bis unter den mittleren oder hinteren Teil des Auges. Die Zähne im Oberkiefer stehen in zwei Reihen (biseriell), die der äußeren Reihe sind vergrößert. Auf jeder Prämaxilla befindet sich eine Gruppe von stärkeren Eckzähnen. Der Unterkiefer ist stark vorstehend, die Zähne im Unterkiefer sind einreihig und hundeartig.
Die Wirbelsäule besteht aus 53 bis 54 Wirbeln. Die Art besitzt zwei Rückenflossen, die vordere besitzt acht bis elf flexible Flossenstacheln und die zweite 26 bis 30 Weichstrahlen. Die Analflosse besteht aus 26 bis 30 Flossenstrahlen ohne harte Stacheln. Die Brustflossen sind groß und fächerförmig, sie besitzen 24 Strahlen und sind deutlich größer als die Bauchflossen. Die Schwanzflosse ist verkürzt. der Körper ist vollständig mit großen und mehr oder weniger glatten Schuppen bedeckt. Auf den Körperseiten befinden sich zwei Seitenlinien, die untere beginnt unterhalb oder vor der Mitte der zweiten Rückenflosse. In der oberen Seitenlinie befinden sich 88 bis 104 und in der unteren 61 bis 77 röhrenförmige Schuppen. Die Oberfläche des Kopfes mit Ausnahme der Schnauze und der Präorbitalregion sowie die Wangen sind mit kleinen Schuppen bedeckt. Symmetrisch auf der Kopfoberseite befinden sich zwei längliche schuppenlose Bereiche.

## Verbreitung
Der Schwarze Seehecht ist in Meeresregionen der südlichen Hemisphäre im südlichen Pazifik und Atlantik verbreitet. Das Verbreitungsgebiet umfasst im südöstlichen Pazifik und südwestlichen Atlantik Meeresregionen vor dem südlichen Chile, der Küste von Patagonien, Argentinien, sowie um die Falkland-Inseln. Im Südwestlichen Pazifik kommt die Art um die Macquarieinsel und im Südlichen Ozean im Bereich um Südgeorgien sowie um die subantarktischen Inseln vor.

## Lebensweise
Die Fische sind Meeresfische, die als pelagische und ozeanodrome Wanderfische in kalten Meeresgebieten der südlichen Hemisphäre leben. Sie leben in Tiefen von 50 bis etwa 3850 Metern, in der Regel jedoch bis etwa 1500 Metern.
Bei einer Körperlänge von 12 bis 15 Zentimetern verlagern die semi-pelagischen Jungfische ihren Lebensraum in größere Tiefen von 150 bis 400 Metern Tiefe und werden demersal. Die Geschlechtsreife erreichen die Fische etwa bei einer Länge von 38 bis 60 Zentimetern, im Alter von acht bis zehn Jahren können die Weibchen zum ersten Mal ablaichen. Ausgewachsene Fische leben in Tiefen von über 1000 Metern. Das maximal dokumentierte Alter der Art liegt bei 31 Jahren.

## Systematik
Der Schwarze Seehecht wird als eigenständige Art innerhalb der Gattung Dissostichus innerhalb der Antarktisdorsche (Nototheniidae) betrachtet. Die wissenschaftliche Erstbeschreibung stammt von Fredrik Adam Smitt aus dem Jahr 1898. Dissostichus amissus Gill & Townsend, 1901 ist ein Synonym der Art.

## Nutzung, Gefährdung und Schutz
Der Schwarze Seehecht ist ein beliebter Speisefisch. Er wird vor allem im Bereich der südamerikanischen Küsten und in den subantarktischen Meeresgebieten gefischt, wobei die größten Mengen vom patagonischen Küstenschelf stammen. Gemeinsam mit dem Riesen-Antarktisdorsch (Dissostichus mawsoni) wurde der Fisch teilweise sehr intensiv befischt, wegen seines hohen Preises häufig illegal. Nach Schätzungen der australischen Minister Warwick Parer und Alexander Downer aus dem Jahr 1998 befand er sich kurz vor der wirtschaftlichen Ausrottung. 1995 betrugen die Fangmengen mehr als 44.000 Tonnen und erreichten ihre Maximalmenge, danach gingen sie zurück bis auf etwa 30.000 Tonnen im Jahr 1997 und stiegen dann bis 2001 wieder bis auf mehr als 40.000 Tonnen pro Jahr. Ab 2002 nahmen sie deutlich ab und pendelten sich in den Folgejahren bei 22.000 bis 25.000 Tonnen pro Jahr ein.
In den Jahren 2014 bis 2016 gelang es der Meeresschutzorganisation Sea Shepherd, sechs Schiffe, die illegale Jagd auf Schwarze Seehechte machten, der Strafverfolgung zuzuführen und dabei den Rekord für die längste Verfolgungsjagd auf See aufzustellen. Über die Wilderer wurden Geldstrafen in der Höhe von insgesamt 46 Millionen Euro verhängt.

## Belege
1. 1 2 3 4 5 6 7  Schwarzer Seehecht auf Fishbase.org (englisch); abgerufen am 18. November 2019.
2. 1 2 3 4 5 6 7  Dissostichus eleginoides, Datenblatt auf fao.org; abgerufen am 18. November 2019.
3. ↑  Sea Shepherd vessel breaks record for longest sea chase, captain says it 'shut down illegal fishing in Antarctica'. Abgerufen am 20. Juni 2020 (kanadisches Englisch).
4. ↑  Fisch-Mafia. (heyn.at [abgerufen am 20. Juni 2020]).
5. ↑  Officers of Thunder sentenced to jail and fined 15m Euros. In: Coalition of Legal Toothfish Operators - Supporting sustainable toothfish (Chilean Seabass) fisheries. 12. Oktober 2015, abgerufen am 20. Juni 2020 (australisches Englisch).
6. ↑  Joe Duggan: End of the line for Spain's most notorious illegal fishing family. In: Olive Press News Spain. 4. April 2016, abgerufen am 20. Juni 2020 (britisches Englisch).

## Filme
- Eco-Crimes – Verbrechen gegen die Natur, ARD, 2008 behandelt speziell den Fang in den australischen Hoheitsgebieten um die Insel Heard, wo der Fang speziell dieser Art – so der Beitrag – anders als in internationalen Gewässern nicht gestattet ist.
- Ocean Warriors: Chasing the Thunder. Vulcan Production 2018 behandelt die Festsetzung von sechs Wildererschiffen, die illegal Jagd auf den Schwarzen Seehecht machten. Der Fokus wird vor allem auf die 110-tägige Verfolgung der Thunder durch Sea Shepherd gelegt.